# Clydonodozus griseiceps
Clydonodozus griseiceps is een tweevleugelige uit de familie steltmuggen (Limoniidae). De soort komt voor in het Oriëntaals gebied.